# أوزوالدو إيبارا
أوزوالدو إيبارا (مواليد 8 سبتمبر 1969) هو لاعب كرة قدم. يلعب مع منتخب الإكوادور لكرة القدم. سبق له أن لعب في كأس العالم لكرة القدم مع منتخب بلاده.

## روابط خارجية
- أوزوالدو إيبارا على موقع قاعدة بيانات كرة القدم.إي يو (الإنجليزية)
- أوزوالدو إيبارا على موقع ناشيونال فوتبول تيمز (الإنجليزية)
- أوزوالدو إيبارا على موقع Soccerway.com (الإنجليزية)